# Echinolampas ovata
Az Echinolampas ovata a tengerisünök (Echinoidea) osztályának Echinolampadoida rendjébe, ezen belül az Echinolampadidae családjába tartozó faj.
Az Echinolampas tüskésbőrűnem típusfaja.

## Előfordulása
Az Echinolampas ovata előfordulási területe a Vörös-tengerben, az Indiai-óceánban és a Csendes-óceán legnyugatabbi trópusi részein van, mint például Indonézia és Ausztrália tengervizei. Az Indiai-óceánban megtalálható az Aldabra-, a Mascarenhas- és a Seychelle-szigetek partjainak közelében, valamint Srí Lanka körül és a Bengáli-öbölben is.

## Életmódja
Tengeri élőlény, amely a kontinentális selfeken tölti az életét. Valószínűleg szerves törmelékkel táplálkozik.